# Królikarnia-Palast

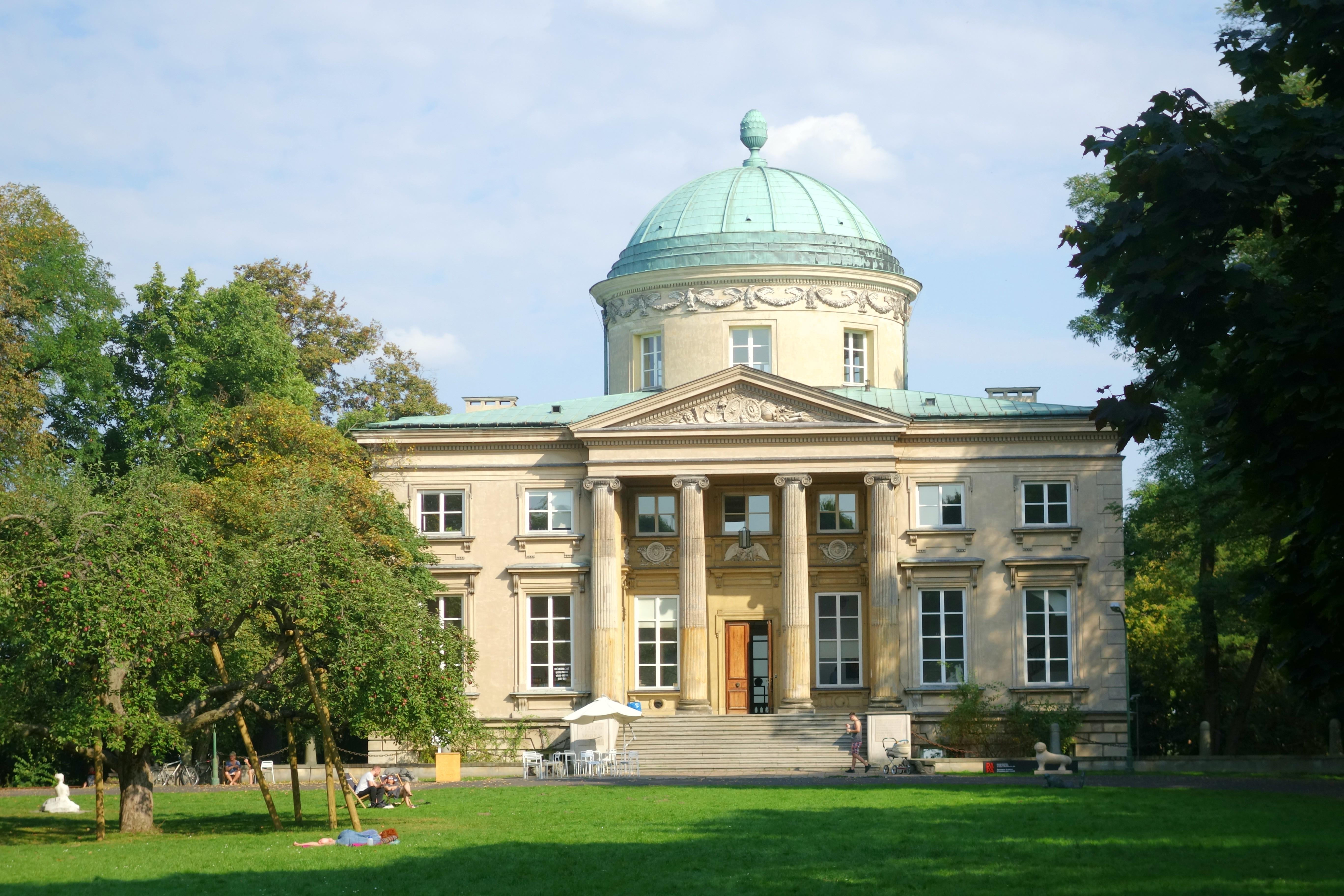
Frontansicht des Królikarnia-Palastes

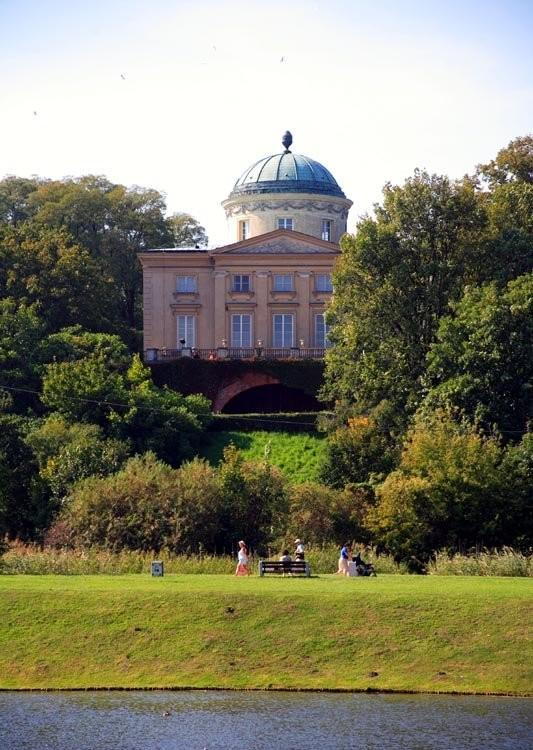
Rückwärtige Ansicht des Palastes

Der Królikarnia-Palast (die übliche Bezeichnung ist Królikarnia), der sich an der Weichseluferböschung im Warschauer Stadtteil Mokotów befindet, wurde Ende des 18. Jahrhunderts als Residenz für den Grafen Karol de Valérie-Thomatis, einen Kammerherrn des letzten polnischen Königs Stanislaus II. August Poniatowski, errichtet. Heute befindet sich in dem Gebäude mit der Anschrift Puławska-Straße 113A ein Museum. Der Palast ist ein herausragendes Beispiel klassizistischer Architektur in Warschau.

## Geschichte
Im Jahr 1778 erwarb Valérie-Thomatis das Gelände, auf dem sich vormals der Kaninchenstall (polnisch: Królikarnia) des sächsisch-polnischen Königs August II. befunden hatte, von der Fürstin Izabella Lubomirska, geb. Czartoryska. Das Gelände bildet eine etwa 250 Meter breite Zunge in der Böschung, da es beidseitig von kleinen Tälern umgeben ist. Der Architekt des königlichen Hofes in Warschau, Domenico Merlini wurde mit der Erstellung einer Residenz auf dem Gelände beauftragt; von ihm stammte nicht nur die Entwurf der Anlage, er hatte auch die Bauleitung inne. Zunächst entstanden von 1780 bis 1782 Wirtschaftsgebäude und ein Hühnerhaus. Anschließend wurde direkt am Abhang das Küchenhaus errichtet. Es wurde in runder Form gebaut und hatte das Grabmal der Caecilia Metella in Rom zum Vorbild. Von 1782 bis 1786 wurde der Palast – ebenfalls direkt am Rande der Weichselböschung gelegen – errichtet. Er wurde durch unterirdische Gänge mit dem Küchenhaus sowie einer Grotte unterhalb der ostwärtigen Terrasse verbunden. In weiteren Gebäuden wurden eine Brauerei und ein Wirtshaus betrieben.
Bei dem Palastgebäude handelt es sich um eine großzügige Villa im Stil des Klassizismus auf einem quadratischen Grundriss. Der Architekt verwendete auch Elemente des Barocks. Säulen sind mit korinthischen Kapitellen ausgestattet. In der Mitte des Gebäudes befindet sich ein runder Saal, der von einem Tambour mit abschließender Kuppel gekrönt wird. Vorbild hierbei war die in Vicenza gelegene Villa Capra von Andrea Palladio. Außerdem entstand ein Park um die einzelnen Elemente des Ensembles. Es wird angenommen, dass Valérie-Thomatis das fertige Ensemble dem König verkaufen wollte, der – gemäß einer Anekdote – jedoch bei einem Besichtigungstermin einen Schuh im regendurchweichten Boden verlor und in Folge verärgert nicht mehr an dem Objekt interessiert war. Umstritten ist, ob der König später ihm hier von Valérie-Thomatis regelmäßig zugeführte Geliebte kennenlernte und traf.
Valérie-Thomatis öffnete den Park der Öffentlichkeit und so wurde die „Królikarnia“ ein beliebtes Ausflugsziel der Warschauer Gesellschaft.

„... Wir wollen hier die besuchtesten Lustorte aufzählen: a) Królikarnia (Kaninchengarten) 1/4 Meile von Warschau, ein Thiergarten mit einem Palaste im modernen Geschmack, von dessen schönen Kuppeldach man die reizendste Aussicht auf die Umgegend hat, einem englischen Garten und einer Bildergallerie, welche die schönste in ganz Polen ist ...“

Vom 10. bis zum 14. Juni 1794 nahm Tadeusz Kościuszko während der Besetzung Warschaus im Rahmen des Kościuszko-Aufstandes Quartier im Palast. Das Gebäude wurde bei den anschließenden Gefechten zwischen polnischen und russischen Truppen erheblich beschädigt, Valérie-Thomatis selbst wurde dabei von einem Kartätschensplitter verletzt. Nach seinem Tode fiel der Besitz an seine Kinder, von denen der Fürst Michał Radziwiłł es 1816 erwarb. Der Fürst, ein Kunstsammler, brachte einen Teil seiner Gemälde- und Büchersammlungen im Palast unter.
Auch beim polnischen Novemberaufstand spielte die Królikarnia als strategisch wichtige Stellung eine Rolle.
1849 kaufte Ksawery Pusłowski die Anlage; bis zum Ausbruch des Zweiten Weltkriegs verblieb sie im Besitz seiner Nachkommen. Seine bedeutenden Sammlungen von Gobelins, Bronzen, Marmorstatuen, Büchern und Gemälden wurden bei einem Brand der Królikarnia im Jahr 1879 zerstört. Unter Józef Huss wurde der Palast originalgetreu wieder errichtet. Die Bauarbeiten wurden 1880 abgeschlossen – eine Gedenktafel im Saal erinnert an dieses Datum. Im Jahr 1889 ging der Palast in den Besitz der Gräfin Marta Krasińska über.
Im Rahmen der Bombardierung Warschaus beim Septemberfeldzug wurde der Palast 1939 erneut schwer beschädigt. Während des Warschauer Aufstandes kämpften hier Angehörige der Polnischen Heimatarmee gegen Truppen der Wehrmacht. Die bis dahin noch vorhandenen Parkanlagen und das runde Küchengebäude wurden dabei zerstört. Die Wiederaufbau erfolgte nach einem Entwurf von Jan Bieńkowski in den 1960er Jahren und wurde von der Polnischen Volksarmee unterstützt. 1965 war das Gebäude fertiggestellt; außer dem runden Saal wurde der Innenbereich jedoch nicht originalgetreu wiederaufgebaut. Am 26. Januar 1965 eröffnete das hier eingerichtete und dem Nationalmuseum Warschau zugehörige Xawery-Dunikowski-Museum. Der Wiederaufbau und die Verwendung des Gebäudes als Ausstellungsfläche sowie Wohnort für Dunikowski war bereits 1948 beschlossen worden, die Arbeiten konnten allerdings erst nach Tode des Künstlers beendet werden.
Heute werden in der Królikarnia neben der Dauerausstellung im Innen- wie Außenbereich auch Konzerte, Film- oder sonstige Kulturveranstaltungen abgehalten.

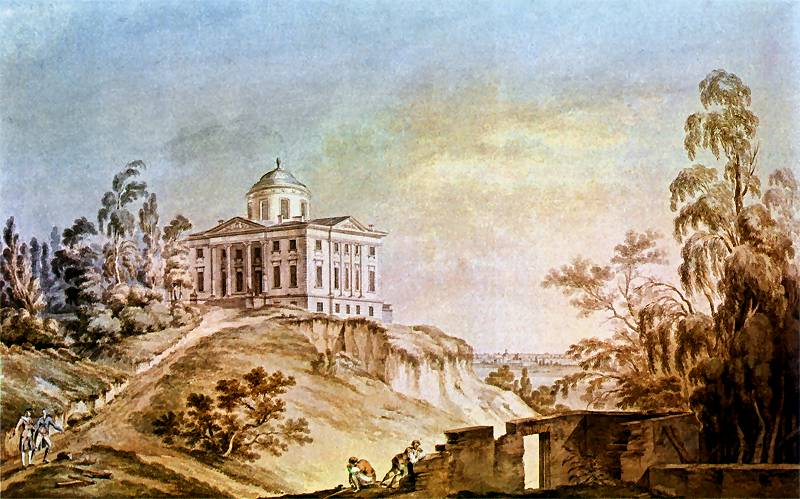
Królikarnia-Palast von Südwesten, Aquarell von Zygmunt Vogel, 1791
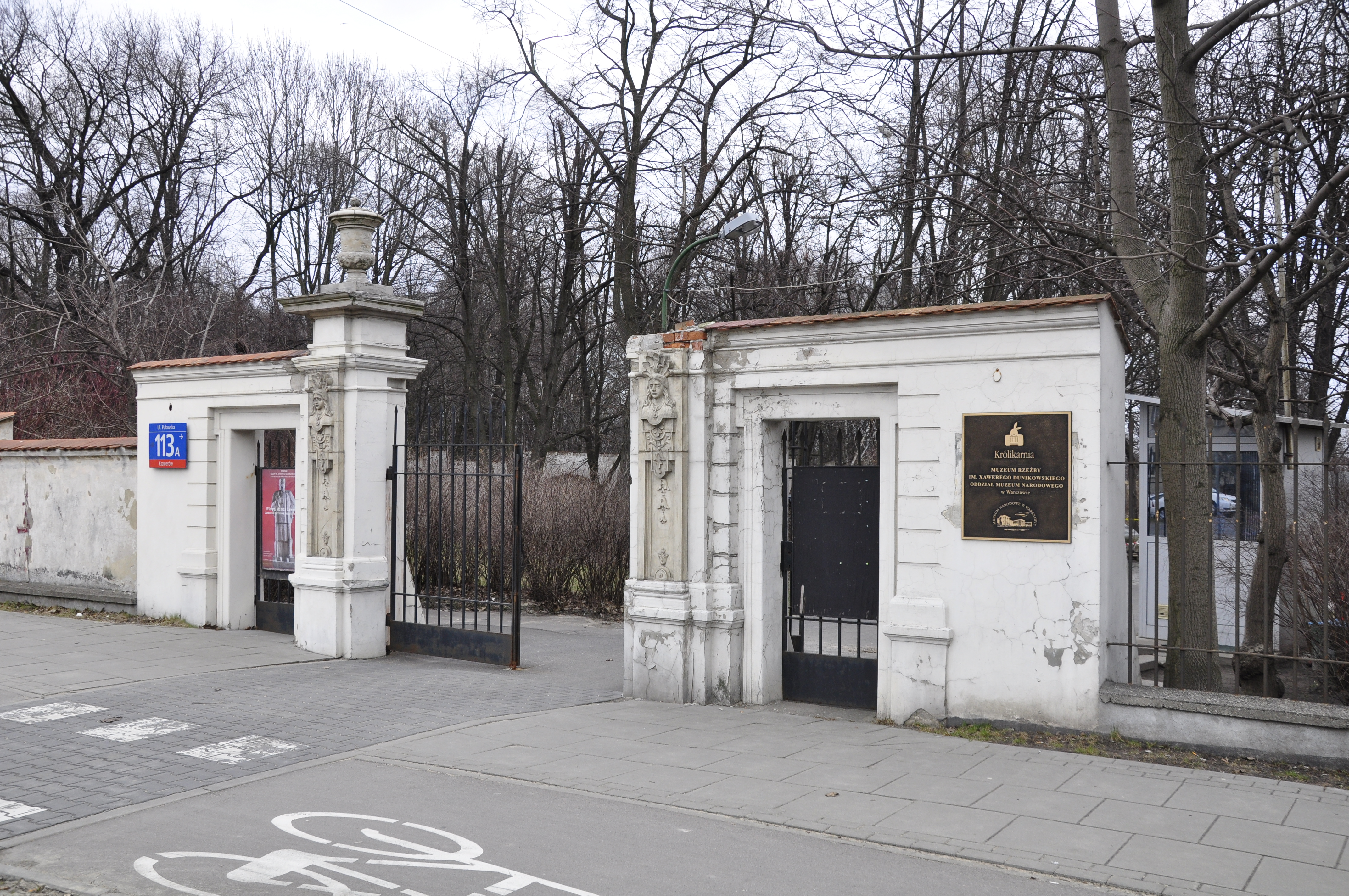
Eingang zum Park an der Puławska-Straße
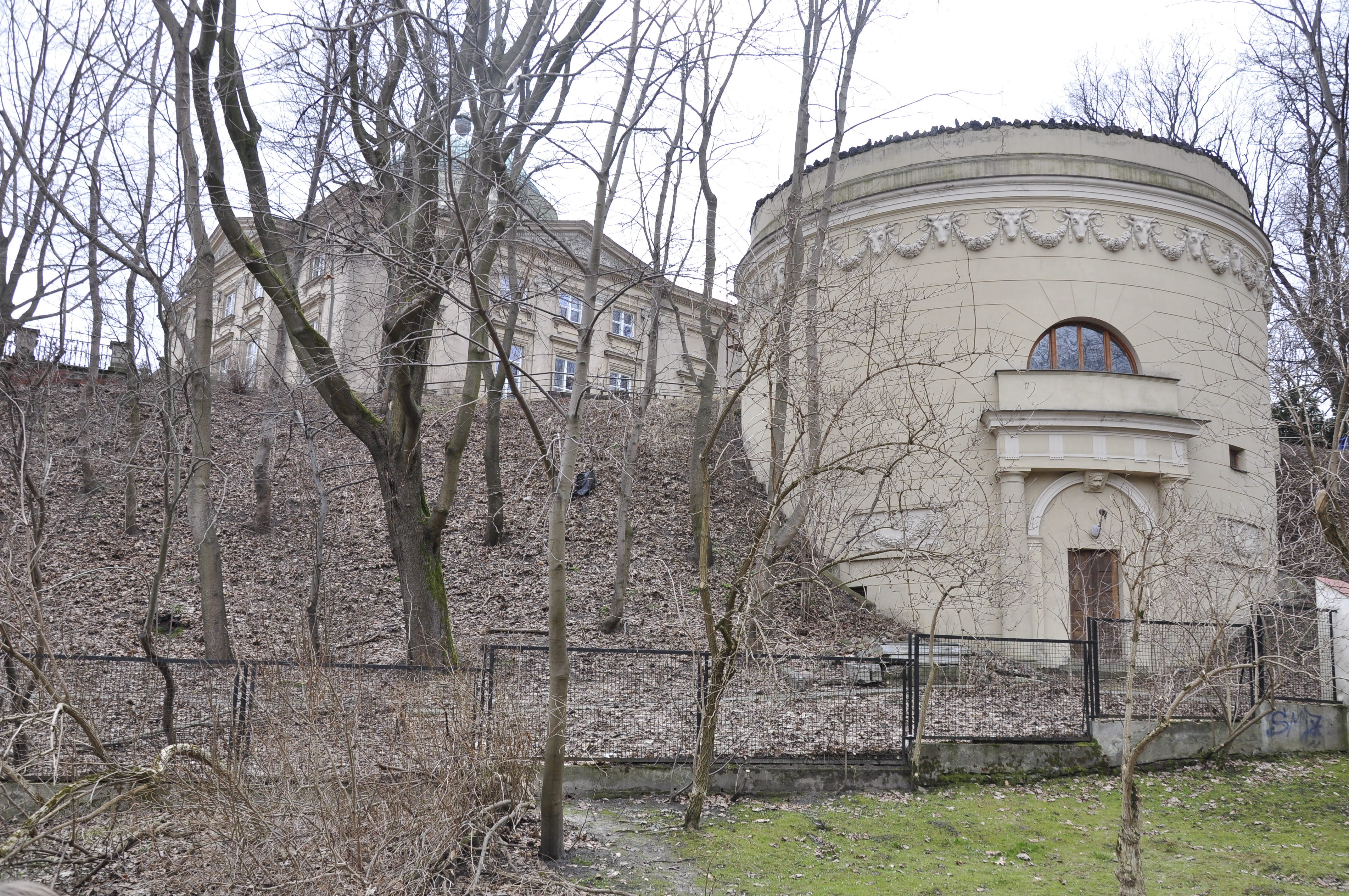
Das runde Küchenhaus von 1782 an der Nordseite der Anlage
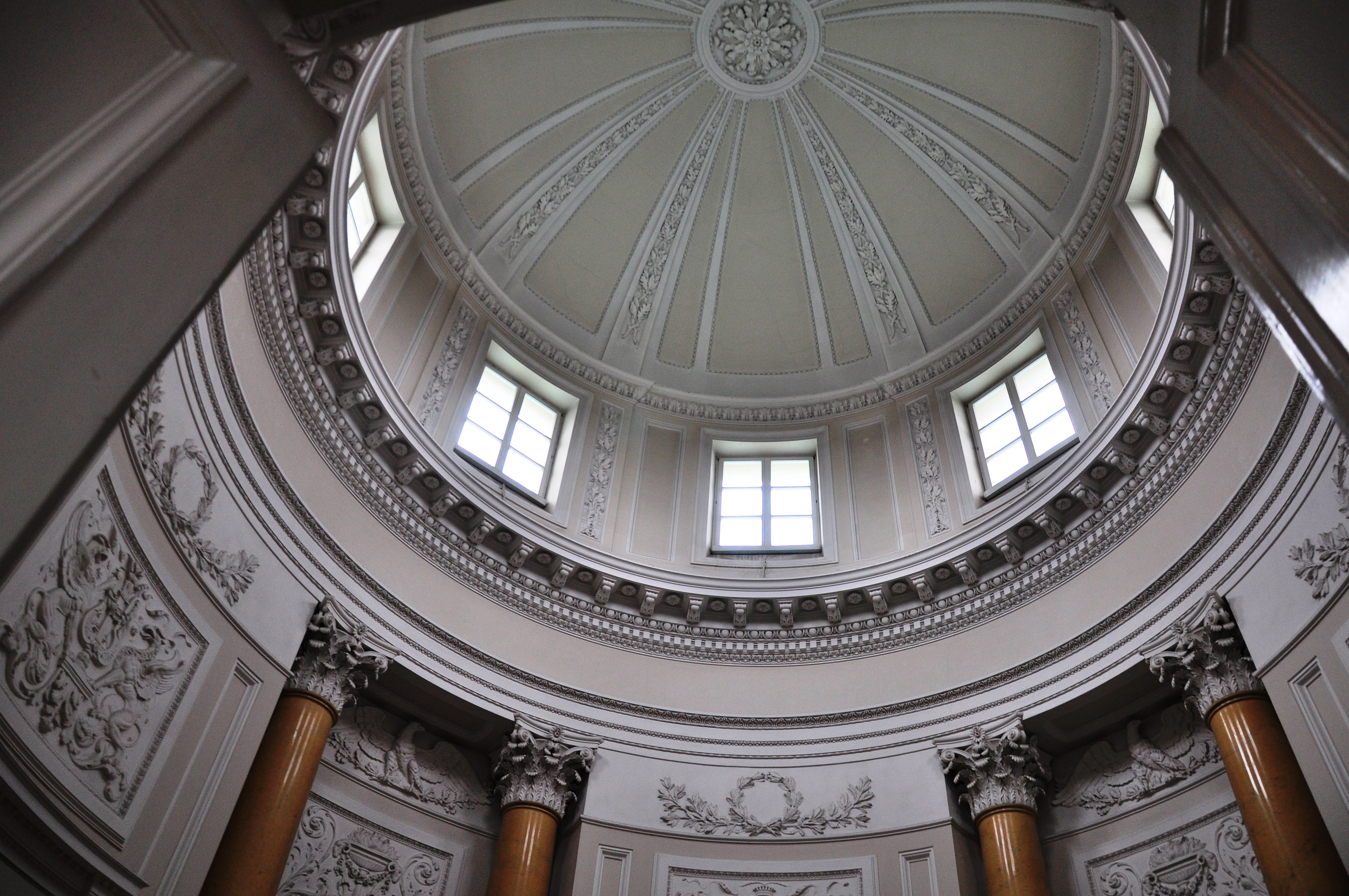
Der runde Saal im Królikarnia-Palast